# أنوفيلس مبرقش
أنوفيلس مبرقش (الاسم العلمي Anopheles maculipennis)، نوع من البعوض من جنس الأنوفيلة، تنتشر في أوروبا والاتحاد السوفييتي سابقًا وشمال أفريقيا وآسيا الصغرى.